# Astragalus kolymensis
Astragalus kolymensis es una especie de planta del género Astragalus, de la familia de las leguminosas, orden Fabales.

## Distribución
Astragalus kolymensis se distribuye por Siberia y el Lejano Oriente ruso.

## Taxonomía
Fue descrita científicamente por Jurtz. Fue publicada en Fl. Suntar-Khayata 182 (1968).